# Romario Barthéléry
Romario Roland Barthéléry (Schœlcher, Martinica, 24 de junio de 1994) es un jugador de fútbol martiniqués que juega como defensa y su club es el Golden Lion del Campeonato Nacional de Martinica.

## Selección nacional
Es internacional con la selección de Martinica. Hizo su debut el 26 de marzo de 2018 en un amistoso ante Trinidad y Tobago que terminó en empate (0-0). Fue llamado para disputar los torneos internacionales de la Concacaf: Copa Oro 2019 y la Liga de Naciones 2019-20.

## Clubes
| Club        | País      | Año   |
| ----------- | --------- | ----- |
| Golden Lion | Martinica | 2015- |